# Sophienholm (museum)
|  | Sammenskrivningsforslag Artiklen Sophienholm (museum) er foreslået føjet ind i Sophienholm. (Siden marts 2022) Diskutér forslaget |

 For alternative betydninger, se Sophienholm (flertydig). (Se også artikler, som begynder med Sophienholm)
Sophienholm er et udstillingssted, et kunstmuseum på landstedet Sophienholm i Lyngby, Nordsjælland.
Bygningen blev oprindeligt opført i 1768-69 og er opkaldt efter Sophie Holmskiold, født Sophia Magdalena de Schrødersee (1746-1801), gift med Theodor Holmskiold. Siden kom det i købmanden Constantin Bruns besiddelse. For ham byggede Joseph-Jacques Ramée i 1800-1805 landstedet Sophienholm. Hans hustru Friederike Brun holdt her saloner og gjorde det til et af datidens kulturelle samlingssteder. Fra 1883 kom det i Aller-familiens eje. I 1963 overtog Lyngby-Taarbæk Kommune ejendommen.
Sophienholm har i dag skiftende kunstudstillinger og drives som kunsthal. Udendørs findes forskellige permanente skulpturer af bl.a. Jørgen Haugen Sørensen, Ib Spang Olsen m.fl. Ved Portnerboligen findes en buste af digteren Benny Andersen, skabt i 2021 af billedhuggeren Stine Ring Hansen, og i Cobrarummet i staldbygningen findes et loft dekoreret af kunstnergruppen COBRA.
Sophienholm huser årligt en af Lyngby Kunstforenings udstillinger. Lyngby Kunstforening viser desuden eksperimenterende samtidskunst i Cobrarummet og i Portnerboligen ved Sophienholm